# سرطان الغدة الدرقية السيئ التمايز
 سرطان الغدة الدرقية السيئ التمايز (بالإنجليزية: Poorly differentiated thyroid cancer) هو ورم خبيث ينشأ من أصل الخلية الجريبية ويُظهر أنماطًا نسيجية وسيطة بين سرطانات الغدة الدرقية المتمايزة وغير المتمايزة.
يشير مصطلح «سيء التمايز» إلى الخلايا السرطانية التي لديها عدد أكبر من التشوهات وتبدو مثل الخلايا السرطانية الطبيعية. إن سرطان الغدة الدرقية الغير المتمايز (أو المتمايز بشكل سيء) غير شائع، حيث يمثل أقل من 5٪ من سرطانات الغدة الدرقية. يعتبر سرطان الغدة الدرقية السيء التمايز عدوانيًا إكلينيكيًا وقد يكون من الصعب علاجه. ينتشر السرطان بشكل شائع (ينتقل) إلى العقد اللمفاوية في العنق والرئتين والعظام.  يمكن أن تكون سرطانات الغدة الدرقية المتمايزة والغير متمايزة موجودة في نفس الوقت.
يعتبر سرطان الغدة الدرقية النخاعي وهيرتل سرطانات سيئة التمايز.

## علم أمراض الأنسجة
بعض مظاهر هذا السرطان على المستوى النسيجي تتضمن:
1. وجود خلايا صغيرة ذات نوى مستديرة وسيتوبلازم شحيح بنمط صلب منتشر.
2. نمو قوي ووجود جريبات صغير، يحتوي بعضها على مادة غروانية كثيفة.
3. التمدد خارج الغدة الدرقية وغزو الأوعية الدموية.
4. بؤر النخر.[3]
5. يصل إلى أكبر من 5 سم في القطر الأقصى عند التشخيص.

## علم الأوبئة
هذا النوع من السرطان يعتبر نادر للغاية ويصيب الإناث بشكل أكثر من الرجال (حوالي 55 سنة من العمر).

## العلاج
الإدارة الجراحية هي الدعامة الأساسية للعلاج. يتفق معظم الخبراء على أنه بسبب الطبيعة العدوانية لهذه الأورام، من الضروري إجراء استئصال كامل للغدة الدرقية. أكثر من 50٪ من هذه السرطانات لها انبثاث عقديي موضعي. لا يزال العلاج باستخدام اليود المشع (RAI) أو العلاج الإشعاعي بالحزمة الخارجية (EBRT) أو العلاج الكيميائي مثيرًا للجدل.

## المآل
ترتبط معظم أنواع سرطانات الغدة الدرقية بمآلات جيد نسبيًا.  الاستثناء الوحيد هو سرطان الغدة الدرقية السيء التمايز (PDTC)، وهو شكل نادر من سرطان الغدة الدرقية والذي يكون عدوانيًا وخبيثاً في كثير من الأحيان. يرتبط هذا النوع من السرطان بارتفاع مخاطر الانتكاس وانتشار المرض إلى الرئة و / أو العظام وبالتالي زيادة خطر الوفاة. غالبًا ما يتم علاج المرضى بمزيج من الجراحة والعلاج باليود المشع و/أو العلاج الإشعاعي وربما أحدث العلاجات الجزيئية الكيميائية. ومع ذلك، فإن المرضى الصغار الذين يعانون من سرطان حرشفي الخلايا محصور في الغدة الدرقية دون غزو الأوعية الدموية غالبًا ما يكون لديهم مآل جيد.